# 五月橋 (名張川)

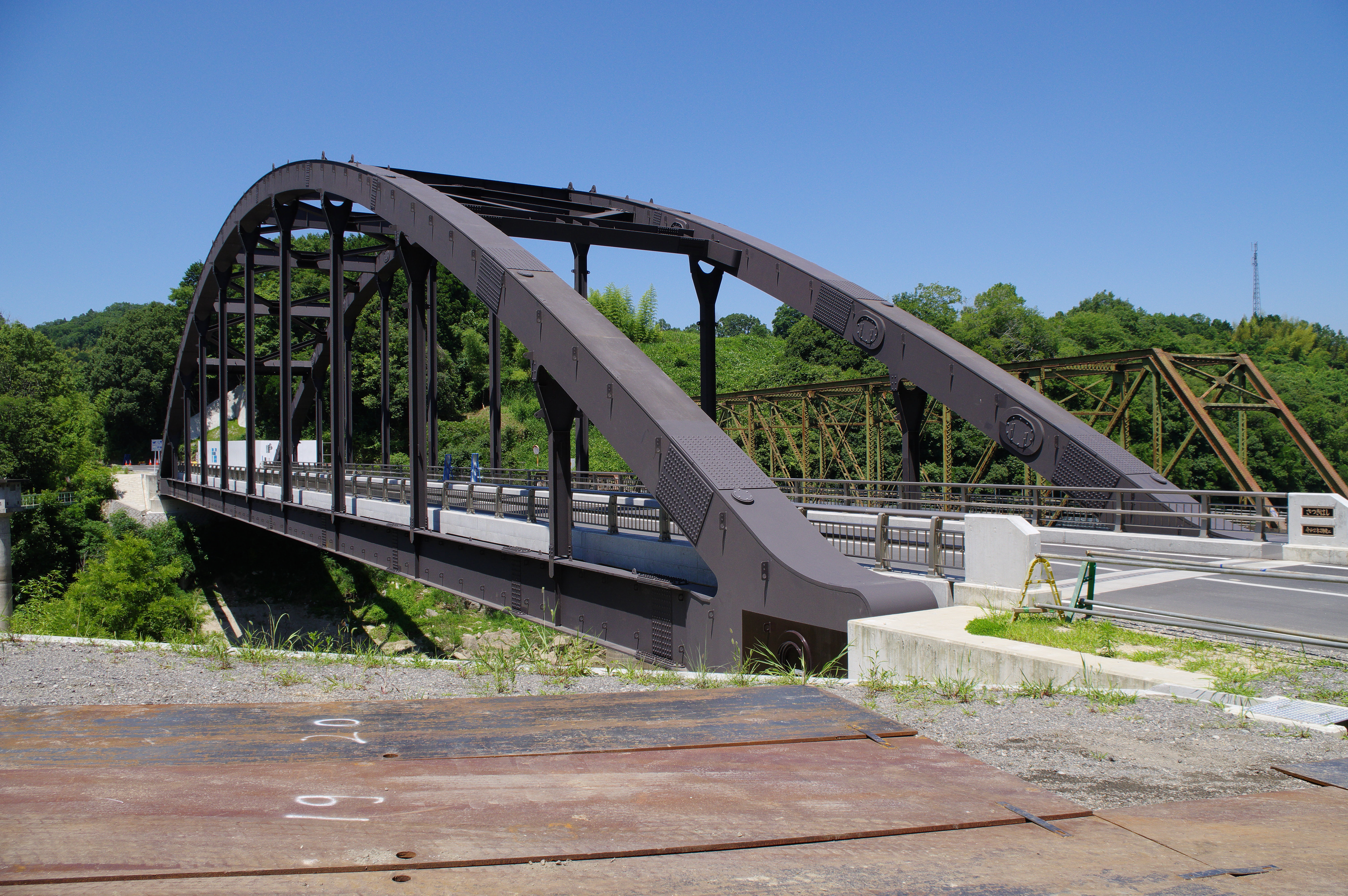
五月橋（2020年6月撮影）
上流側に旧橋が残っている。

五月橋（さつきばし）は、三重県伊賀市と奈良県山辺郡山添村の間の名張川に架かる橋である。
国道25号（旧道・非名阪）の橋で、近くにある名阪国道の五月橋ICの名の由来であり、同じく名張川を越える名阪国道の橋は「新五月橋」と称する。

## 歴史

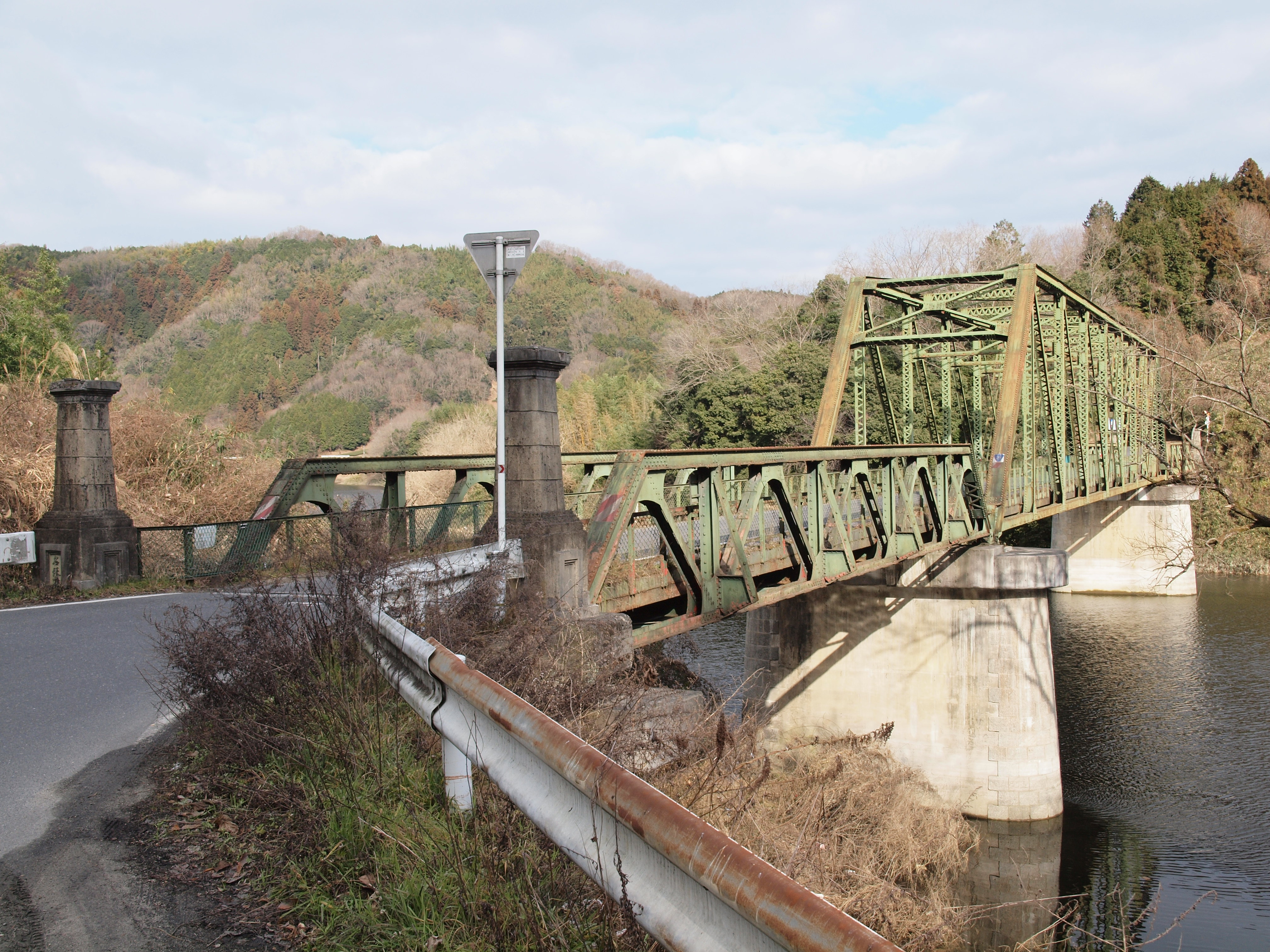
1928年供用の旧橋（2009年1月撮影）

五月橋（旧橋）は1927年（昭和2年）に横河橋梁製作所大阪工場にて主要資材が製作され、 1928年（昭和3年）に完成した。3径間の中央に大きなプラットトラスを、両側にポニートラスを配し、両岸両端にオベリスク風の親柱を備え竣工時は親柱上部にランプが設けられていた。
地元の住人にとり架橋はかねてからの悲願であったが、1917年（大正6年）に波多野村長兼奈良県会議長であった中西樽次郎が旧波多野街道の改修計画をたて県から補助金を獲得し翌年から工事開始、その一環として1927年（昭和2年）5月に奈良・三重両県の共同事業として五月橋の架橋工事に着手、翌1928年（昭和3年）3月に竣工、同5月5日に渡橋式が行われた。1931年（昭和6年）10月、街道改修関係者有志の手により、架橋に尽力した中西の功を称える顕彰碑が左岸畔に建立された。
橋は老朽化が著しく耐震基準を満たさないため両県は2017年より下流側に新橋を建設。新しい五月橋は2020年（令和2年）3月23日に供用が開始された。旧橋は2021年度中に撤去される。

## 周辺
奈良県側はT字路の交差点となっており、国道は橋を渡ると左（南）へ折れる形となる。右（北）へ折れると奈良県道4号笠置山添線で月ヶ瀬方向へ向かう。橋のすぐ大阪側で奈良県道181号遅瀬西波多線と三重県道・奈良県道785号山添桔梗が丘線が分岐しており、交通の要衝となっている。
名張川の1つ下流の橋は「月ヶ瀬橋」、上流側は「新五月橋」。

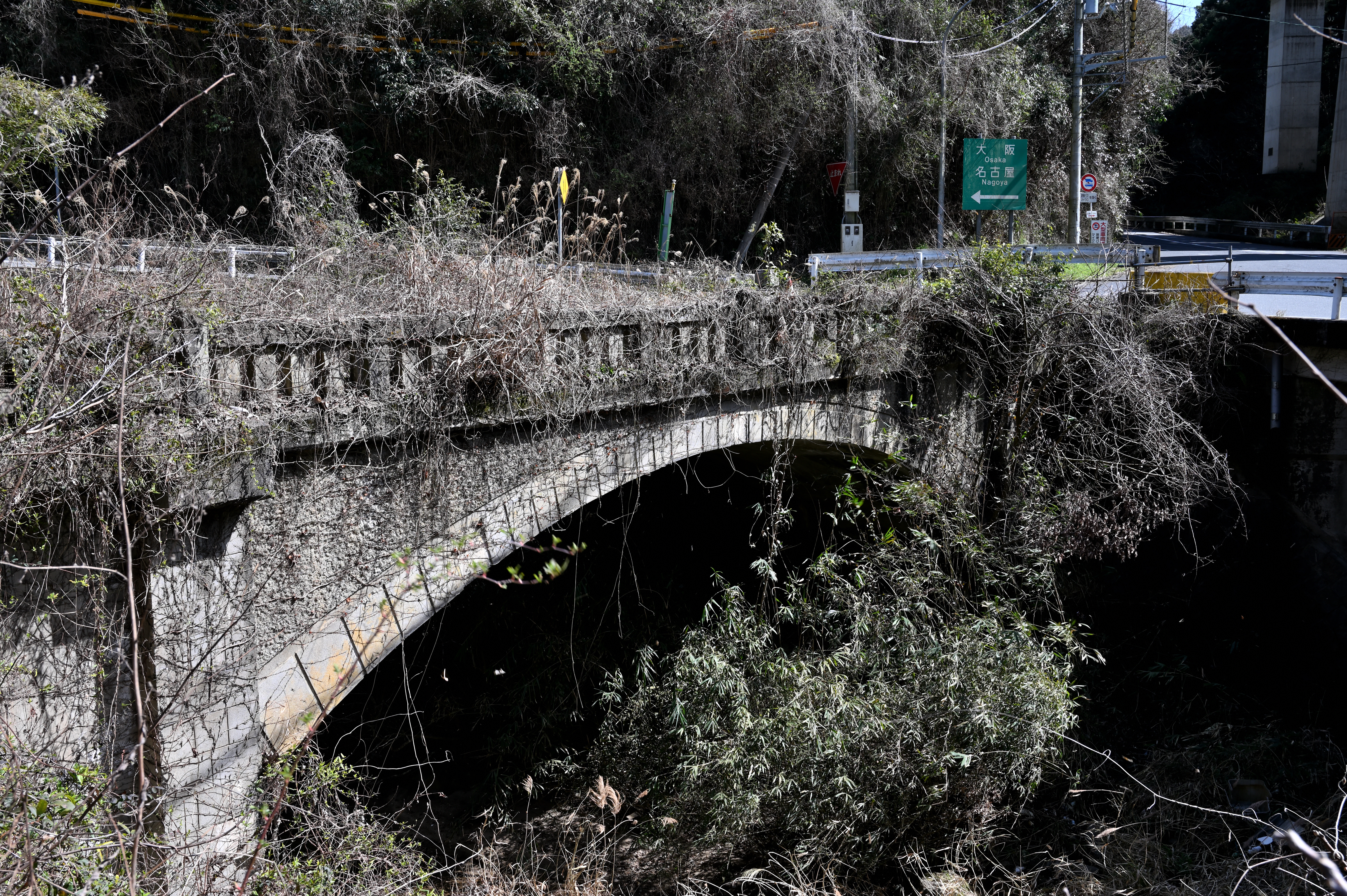
旧 長尾橋（2024年3月）

五月橋の奈良県側、国道25号を南へ700mほど進んだ名阪国道五月橋IC出入口そばには五月橋と同じく旧波多野街道改修工事で架橋された遅瀬川に架かる「（旧）長尾橋」がある。1926年（大正15年）頃の竣工で石橋風の意匠が施された単径間RCアーチ橋であるが、1969年（昭和44年）に国道を改良し隣接して「（現）長尾橋」が竣工したため廃橋となっている。供用はされていないが旧波多野街道改修工事に伴う貴重な土木遺産として現存している。

## 主要諸元
- 橋名： 五月橋
- 供用： 2020年（令和2年）3月23日
- 橋長： 92.5m
- 幅員： 車道 3.1m×2車線（全幅員 7.0m）
- 区間： 三重県伊賀市治田 - 奈良県山辺郡山添村大字遅瀬

### 旧橋
- 形式： 3径間鋼プラットトラス（平行弦・下路）
- 供用： 1928年（昭和3年）
- 延長： 95.4m
- 径間： 50.82m（中央）